# Milano-Mantova 1934
La Milano-Mantova 1934, sesta edizione della corsa, si svolse il 19 agosto 1934 su un percorso di 218 km con partenza a Milano e arrivo a Mantova. Riservata a professionisti e indipendenti, fu vinta dall'italiano Enrico Bovet il quale completò il percorso in 7h10'00" battendo in volata i connazionali Mario Lusiani e Isidoro Piubellini.

## Ordine d'arrivo (Top 10)
| Pos. | Corridore            | Squadra              | Tempo    |
| ---- | -------------------- | -------------------- | -------- |
| 1    | Enrico Bovet         | Bianchi              | 7h10'00" |
| 2    | Mario Lusiani        | Cesare Battisti      | s.t.     |
| 3    | Isidoro Piubellini   | U.S. Legnanese       | s.t.     |
| 4    | Nino Borsari         | -                    | s.t.     |
| 5    | Mario Cipriani       | Fréjus               | s.t.     |
| 6    | Nino Sella           | Maino                | s.t.     |
| 7    | 32 ciclisti ex aequo | 32 ciclisti ex aequo | s.t.     |